# Рафанидоз
Рафанидоз — введение корня редьки в анус. Аристофан упоминает его как наказание за прелюбодеяние в классических Афинах в V и IV веках до н. э. Возможно было наказанием за другие преступления, связанные с сексом, такие как распущенность и гомосексуализм. Упоминается в более поздних классических произведениях, таких как Катулл 15, в котором percurrent raphanique mugilesque (через вас пройдут редька и кефаль) грозит тем, кто бросает похотливые взгляды на любовника поэта.
Существуют сомнения, применялось ли наказание когда-либо и надо ли понимать его упоминание в споре между Правдой и Кривдой в «Облаках» Аристофана как обозначение публичного унижения в целом. Тем не менее, Найджет Спайкс считает, что рафанидоз был смертельной пыткой, так как мог вызвать смерть из-за внутреннего кровоизлияния.